# Чемпіонат світу з хокею із шайбою 2020 (дивізіон III, жінки)
Чемпіонат світу з хокею із шайбою 2020 (Дивізіон III) — чемпіонат світу з хокею із шайбою ІІХФ, який проходив у столиці Болгарії Софії.
Переможець турніру збірна ПАР підвищились до Дивізіону ІІ B.

## Учасниці
| Збірна   | Кваліфікація                                         |
| -------- | ---------------------------------------------------- |
| Румунія  | 6-е місце у Дивізіоні ІІ В.                          |
| Бельгія  | 2-е місце у Дивізіоні ІІ В (кваліфікація).           |
| ПАР      | 3-є місце у Дивізіоні ІІ В (кваліфікація).           |
| Гонконг  | 4-е місце у Дивізіоні ІІ В (кваліфікація).           |
| Болгарія | Господар, 5-е місце у Дивізіоні ІІ В (кваліфікація). |
| Литва    | Дебютант.                                            |

## Підсумкова таблиця
| Поз | Команда      | М | В | ВО | ПО | П | ГЗ | ГП | Різ | О  | Кваліфікація            |
| --- | ------------ | - | - | -- | -- | - | -- | -- | --- | -- | ----------------------- |
| 1   | ПАР (P)      | 5 | 4 | 0  | 0  | 1 | 16 | 18 | −2  | 12 | Вихід до Дивізіону ІІ B |
| 2   | Бельгія      | 5 | 3 | 0  | 0  | 2 | 22 | 13 | +9  | 9  |                         |
| 3   | Румунія      | 5 | 2 | 1  | 1  | 1 | 22 | 15 | +7  | 9  |                         |
| 4   | Болгарія (H) | 5 | 2 | 1  | 0  | 2 | 14 | 10 | +4  | 8  |                         |
| 5   | Литва        | 5 | 2 | 0  | 0  | 3 | 13 | 14 | −1  | 6  |                         |
| 6   | Гонконг      | 5 | 0 | 0  | 1  | 4 | 4  | 21 | −17 | 1  |                         |

1. 1 2  Румунія 2–4 Бельгія

## Результати
| Дата       | Команда  | Рахунок    | Команда  |
| ---------- | -------- | ---------- | -------- |
| 4.12.2019  | ПАР      | 4 : 11     | Румунія  |
| 4.12.2019  | Литва    | 4 : 1      | Гонконг  |
| 4.12.2019  | Бельгія  | 4 : 2      | Болгарія |
| 5.12.2019  | Румунія  | 2 : 1 (ОТ) | Гонконг  |
| 5.12.2019  | Бельгія  | 3 : 4      | ПАР      |
| 5.12.2019  | Болгарія | 2 : 1      | Литва    |
| 7.12.2019  | Бельгія  | 3 : 4      | Литва    |
| 7.12.2019  | ПАР      | 2 : 1      | Гонконг  |
| 7.12.2019  | Румунія  | 3 : 4 (ОТ) | Болгарія |
| 8.12.2019  | Гонконг  | 1 : 8      | Бельгія  |
| 8.12.2019  | Литва    | 2 : 4      | Румунія  |
| 8.12.2019  | Болгарія | 1 : 2      | ПАР      |
| 10.12.2019 | ПАР      | 4 : 2      | Литва    |
| 10.12.2019 | Гонконг  | 0 : 5      | Болгарія |
| 10.12.2019 | Румунія  | 2 : 4      | Бельгія  |